# Ferrari 612 Scaglietti
La Ferrari 612 Scaglietti est une automobile sportive de grand tourisme produite par le constructeur italien Ferrari et vendue, de 2004 à 2011, au prix de 230 000 €. Elle remplace la Ferrari 456 dans la gamme des « GT routières » de Ferrari.

## Mécanique
Disposé longitudinalement, le moteur est placé en position centrale avant, c'est-à-dire entre l'essieu avant et l'habitacle. Il s'agit d'un V12 ouvert à 60°, disposant de culasses à quatre soupapes par cylindre, de 5,7 litres de cylindrée. Il développe 540 chevaux à 7 250 tr/min. Disponible à 5 250 tr/min, le couple maximum s'établit à 600 N m. D'autre part, la boîte de vitesses – à commande séquentielle robotisée ou manuelle – est montée juste devant le pont arrière, pour un meilleur équilibrage des masses. C'est le principe du transaxle, que l'on retrouve sur les autres modèles contemporains à moteur V12 de la marque, et sur la Chevrolet Corvette C6, l'Aston Martin DB9 ou les Porsche à moteur avant (924, 944, 928, 968). D'ailleurs, malgré le poids du moteur, la répartition statique des masses sur essieux est de 46,4 % sur l'avant et de 53,6 % sur l'arrière.
Elle est la première Ferrari à disposer d'un système d'antidérapage et antipatinage.
Cette voiture parcourt, selon certaines mesures, le 0 à 100 km/h en 4,2 secondes et le kilomètre départ arrêté en 22 secondes. Elle atteint plus de 315 km/h en vitesse de pointe. La consommation est d'environ 20 litres aux cent kilomètres.

## Carrosserie

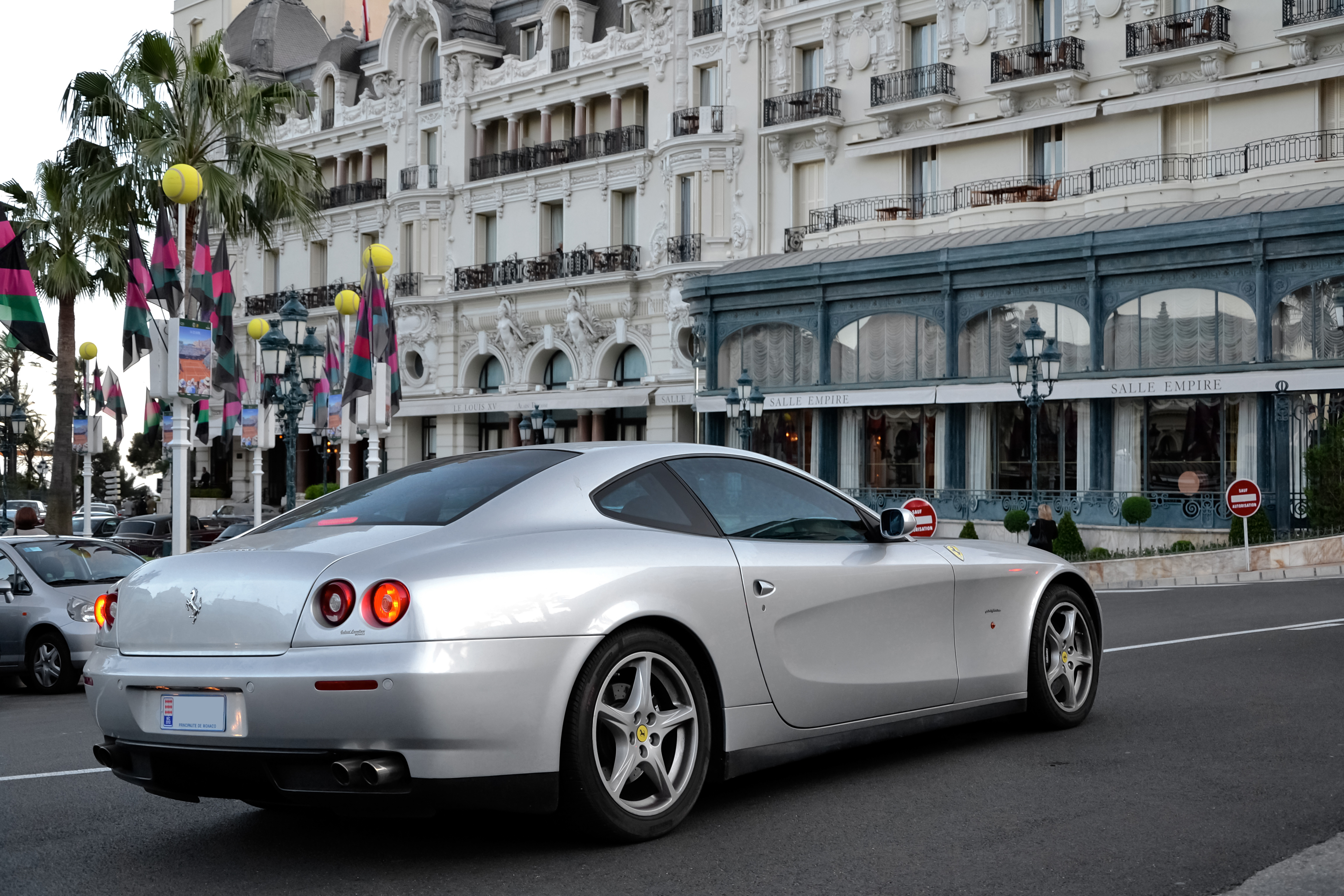
Ferrari 612 Scaglietti.

La 612 est la première Ferrari à moteur 12 cylindres dont la carrosserie est totalement en aluminium, ce qui lui permet d'être plus légère et d'avoir une plus grande résistance à la torsion de son châssis que sa devancière. Son nom, Scaglietti, fait référence à un carrossier italien de Modène, aujourd'hui disparu, qui faisait justement largement usage de l'aluminium dans la construction de ses carrosseries réalisées pour Ferrari dans les années 1950 et 1960.

## Intérieur

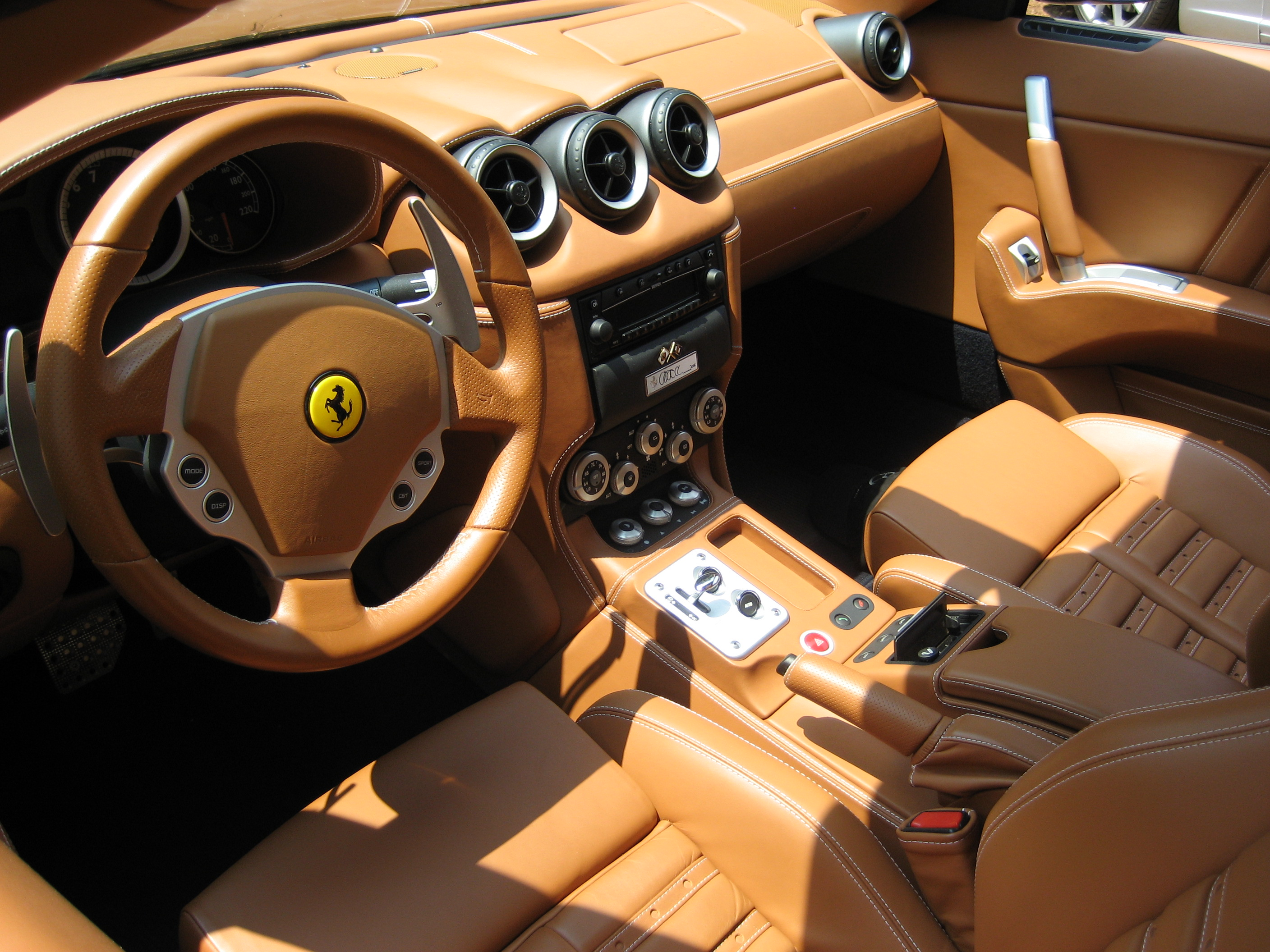
L'intérieur de la 612, en version un ton.

Malgré la conception 2+2 de la Scaglietti, les places arrière sont suffisamment spacieuses pour que deux adultes de taille moyenne puissent y être confortablement installés. L'accès à ces places par les deux portes, vaste pour un coupé 2+2, est facilité par l'avancée automatique et électrique des deux sièges avant. Elle est livrée avec un intérieur en cuir de couleur un ton ou deux tons.

## Édition30eanniversaire
L'édition « 30e anniversaire » de la Scaglietti est produite à l'occasion du 30e anniversaire de Cornes & Co., importateur de Ferrari au Japon. Seuls vingt modèles sont produits et vendus à des clients exclusivement japonais. La Ferrari 612 Scaglietti Cornes a comme particularité une peinture exclusive appelée Blu Cornes et une trappe d'accès au ravitaillement en fibre de carbone. Pour l'intérieur, le tachymètre est de la même couleur que la peinture extérieure et la couleur de l'intérieur est à deux tons, avec un bleu profond et la couleur bronze. Par ailleurs, tout l'intérieur se voit recouvert de cuir, de fibre de carbone et d'alcantara. Le prix d'entrée est de 33 980 000 yen, soit 304 000 $ US.

## Ferrari 612 Sessanta

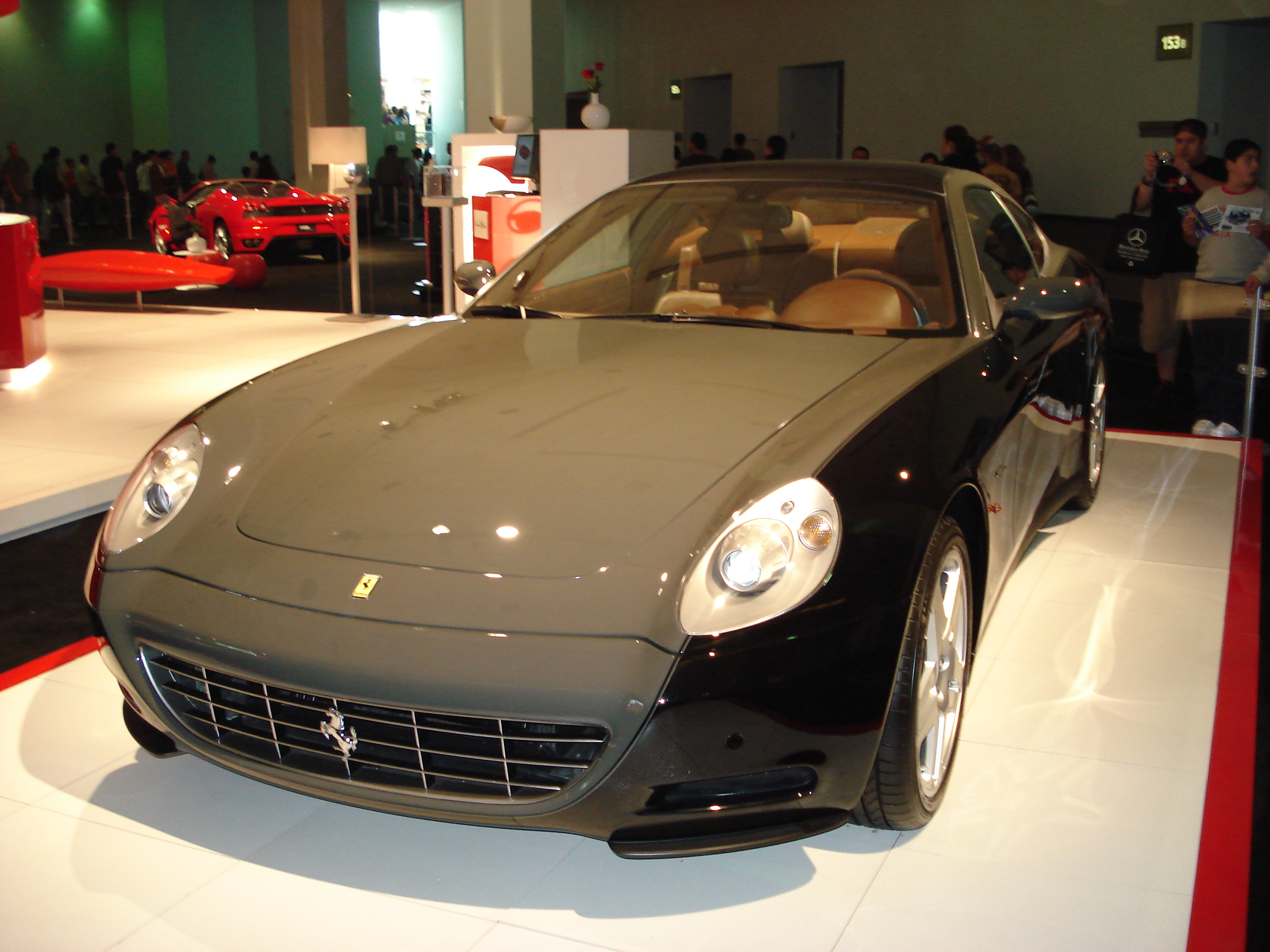
La Ferrari 612 Sessenta, en couleur grigio scuro/nero.

La Ferrari 612 Sessanta – « Sessanta » signifiant « soixante » en italien – est une édition spéciale de la Scaglietti conçue pour le 60e anniversaire de Ferrari. Elle a comme caractéristique intérieure un toit en verre électrochrome, qui avait fait ses débuts sur la Superamerica, permettant de changer l'opacité du toit vitré. Elle est également dotée d'un intérieur recouvert de cuir Frau et d'un système audio-vidéo Bose. Les caractéristiques extérieures comptent des jantes d'aluminium de 19 pouces et une couleur à deux tons avec deux combinaisons possibles, soit « grigio scuro/nero », soit « rubino micallizato/nero ». La Sessanta accueille une boîte de vitesses F1 et n'est produite qu'à 60 exemplaires.

## Ferrari 612 GTS Pavesi
Cette 612 est un exemplaire unique commandée pour un client. Le nom Pavesi rend hommage à une marque de carrosserie italienne qui a collaboré avec Ferrari pour réaliser cet exemplaire.